# Cerkiew Świętych Apostołów Piotra i Pawła w Ostrowcu
Cerkiew Świętych Apostołów Piotra i Pawła – prawosławna cerkiew parafialna w Ostrowcu, w dekanacie ostrowieckim eparchii lidzkiej Egzarchatu Białoruskiego Patriarchatu Moskiewskiego.
Świątynia znajduje się przy ulicy Sowieckiej.

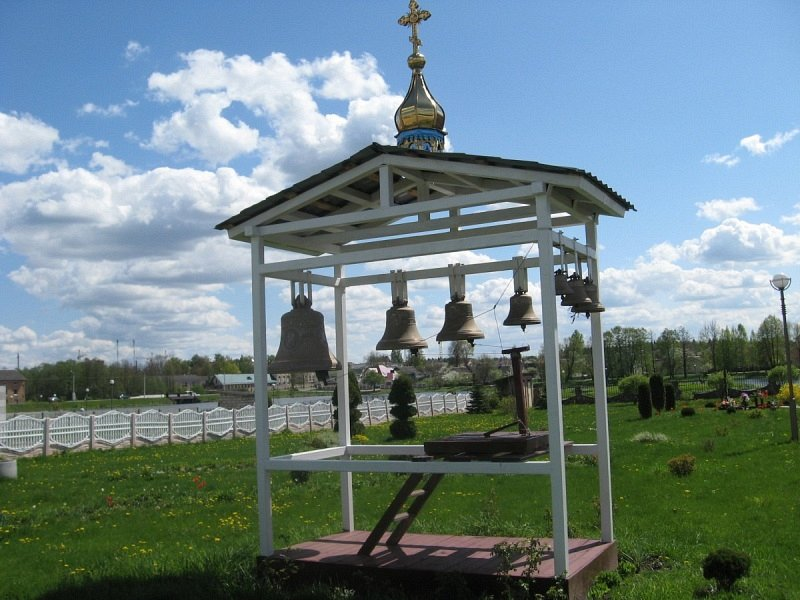
Dzwonnica

Cerkiew została wzniesiona w latach 1994–1999, wyświęcona 25 września 1999 r. przez biskupa nowogródzkiego i lidzkiego Guriasza. Budowla murowana, z czerwonej cegły, na planie prostokąta.